# Euphorbia fulgens
Euphorbia fulgens är en törelväxtart som beskrevs av Wilhelm Friedrich von Karwinsky von Karwin och Johann Friedrich Klotzsch. Euphorbia fulgens ingår i släktet törlar, och familjen törelväxter. Inga underarter finns listade i Catalogue of Life.

## Bildgalleri

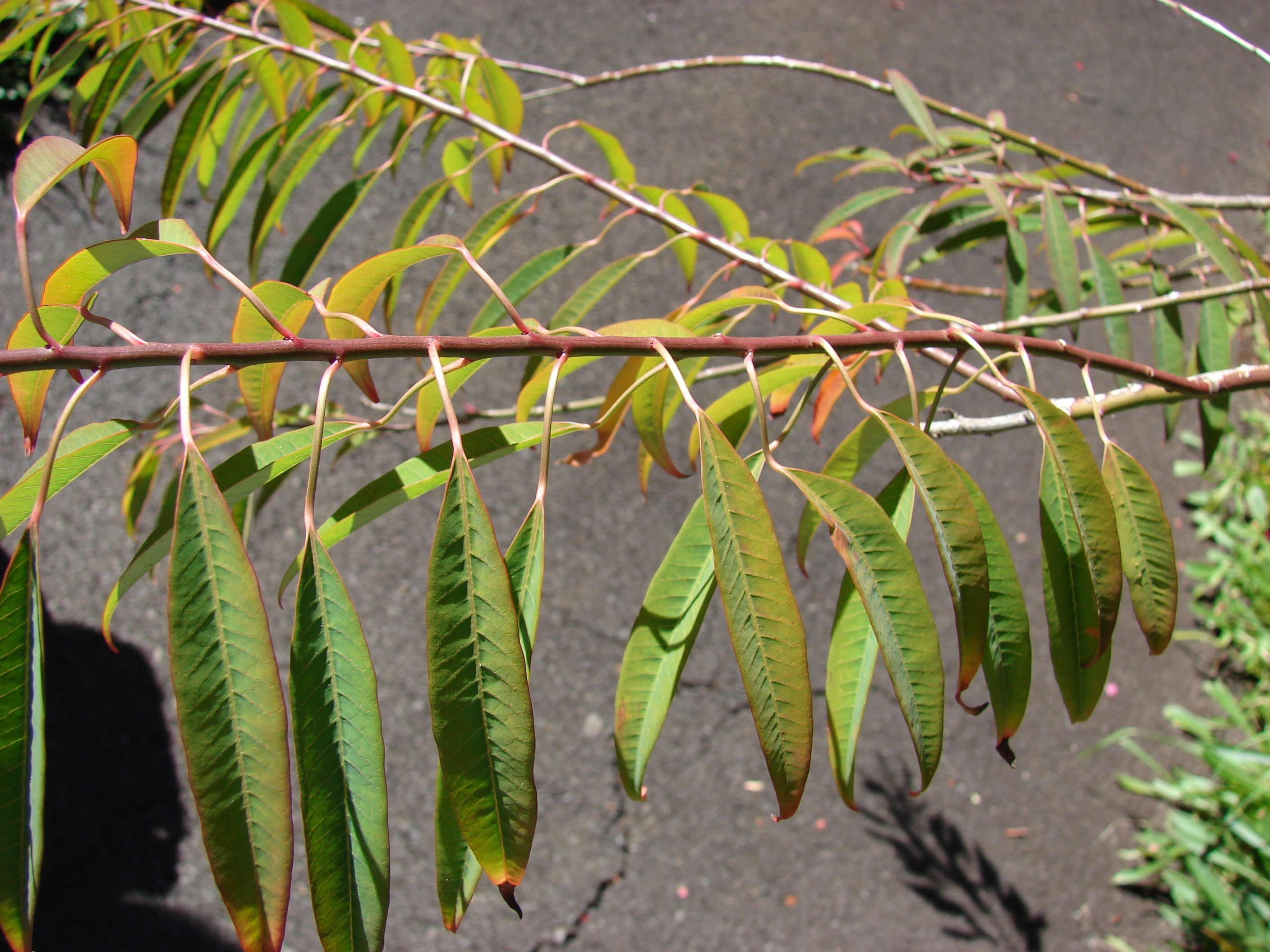
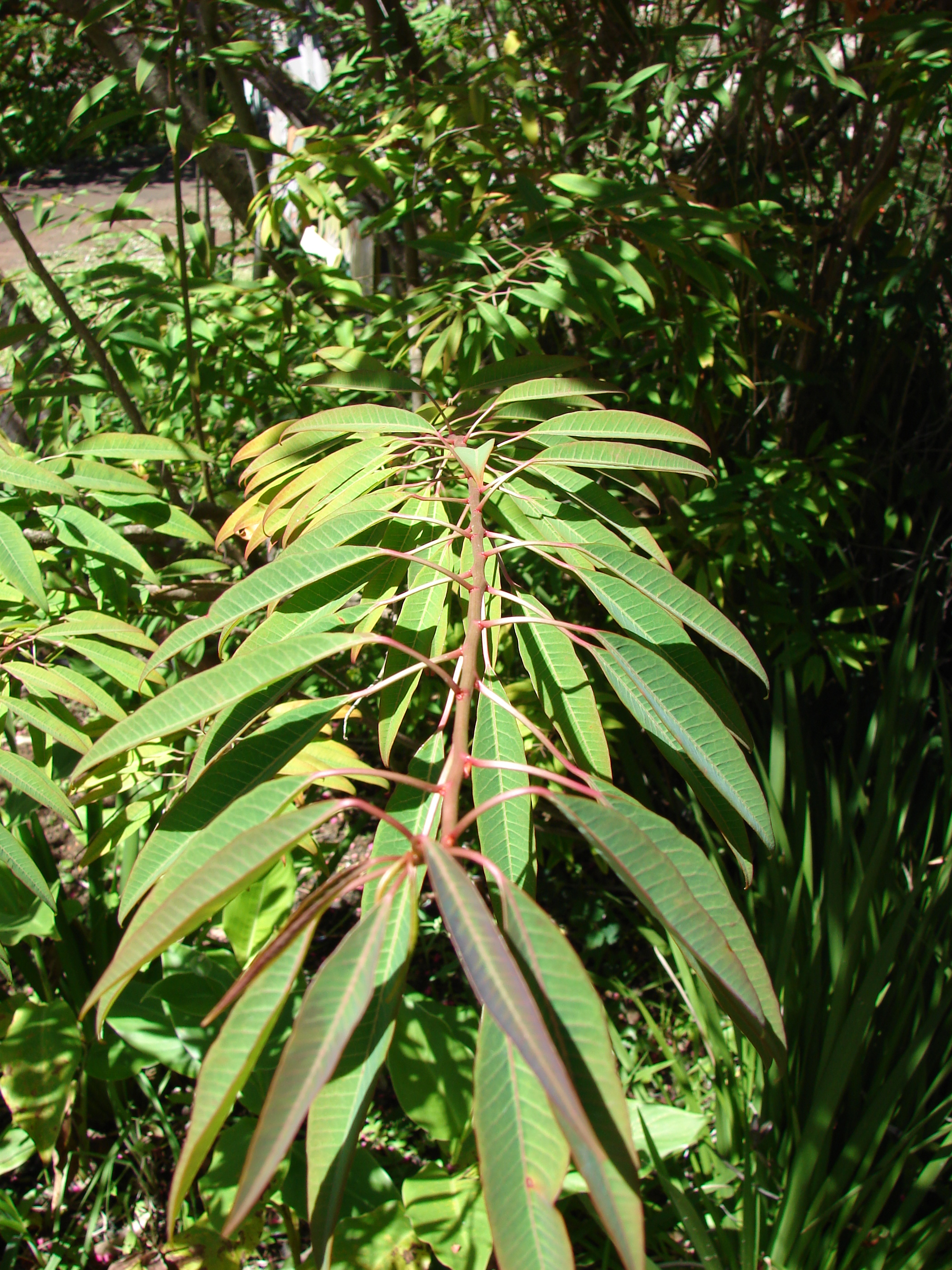